# Tour de França de 1983
L'edició del Tour de França de 1983, 70a edició de la cursa francesa, es disputà entre l'1 i el 24 de juliol de 1983, amb un recorregut de 3.809 km distribuïts en un pròleg i 22 etapes. D'aquestes, 6 foren contrarellotges, una per equips i 5 individuals (dues d'elles cronoescalades).
Hi van prendre part 14 equips de 10 corredors cadascun. Cap d'ells arribà sencer al final. Aquesta és la primera edició del Tour oberta als ciclistes amateurs, cosa que permet la participació d'un equip colombià, dirigit per Luis Ocaña i que va fer un bon paper, amb Patrocinio Jiménez segon de la classificació de la muntanya i Edgar Corredor com a millor classificat, el 16è.
Pascal Simon, mallot groc, va patir una caiguda durant l'onzena etapa que li provocà una fractura a la clavícula. Tot i la fractura, va continuar corrent durant una setmana, conservant el mallot groc, però durant la primera etapa alpina es veié obligat a abandonar.
A la 16a etapa Henk Lubberding i Michel Laurent arriben destacats a la meta i es disputen l'etapa. A pocs metres de l'arribada Lubberding envia Laurent contra les tanques, provocant-li una fractura a la mà. Immediatament és desqualificat i la victòria és atribuïda a Laurent.
Bernard Hinault, vencedor de les darreres dues edicions no pren part a la cursa. El vencedor serà el també francès Laurent Fignon, que ho farà en la seva primera participació.

## Resultats

### Classificació general
| Classificació General                  | Classificació General | Classificació General | Classificació General |
| -------------------------------------- | --------------------- | --------------------- | --------------------- |
| 1.                                     | Laurent Fignon        | França                | 105h 07' 52"          |
| 2.                                     | Ángel Arroyo          | Espanya               | + 4' 04"              |
| 3.                                     | Peter Winnen          | Països Baixos         | + 4' 09"              |
| 4.                                     | Lucien Van Impe       | Bèlgica               | + 4' 16"              |
| 5.                                     | Robert Alban          | França                | + 7' 53"              |
| 6.                                     | Jean-René Bernaudeau  | França                | + 8' 59"              |
| 7.                                     | Sean Kelly            | Irlanda               | + 12' 09"             |
| 8.                                     | Marc Madiot           | França                | + 14' 55"             |
| 9.                                     | Phil Anderson         | Austràlia             | + 16' 56"             |
| 10.                                    | Henk Lubberding       | Països Baixos         | + 18' 55"             |
| 140 participants, 88 acabaren la cursa |                       |                       |                       |

### Gran Premi de la Muntanya
| 1r | Lucien Van Impe         | 272 pts |
| 2n | José Patrocinio Jiménez | 195 pts |
| 3r | Robert Millar           | 157 pts |

### Classificació de la Regularitat
| 1r | Sean Kelly     | 360 pts |
| 2n | Frits Pirard   | 144 pts |
| 3r | Laurent Fignon | 126 pts |

### Classificació per equips
| 1r | TI-Raleigh |

### Altres classificacions
| Millor Jove  | Laurent Fignon |
| Combativitat | Serge Demierre |

### Etapes
| Etapa  | Data         | Recorregut                            | km         | Guanyador           | Líder               |
| Pròleg | 1 de juliol  | Fontenay-sous-Bois-Fontenay-sous-Bois | 5,5 (CRI)  | Eric Vanderaerden   | Eric Vanderaerden   |
| 1a     | 2 de juliol  | Nogent-sur-Marne-Créteil              | 163        | Frits Pirard        | Eric Vanderaerden   |
| 2a     | 3 de juliol  | Soissons-Fontaine-au-Pire             | 100 (CRE)  | Coop-Mercier        | Jean-Louis Gauthier |
| 3a     | 4 de juliol  | Valenciennes-Roubaix                  | 152        | Rudy Matthijs       | Kim Andersen        |
| 4a     | 5 de juliol  | Roubaix-Le Havre                      | 300        | Serge Demierre      | Kim Andersen        |
| 5a     | 6 de juliol  | Le Havre-Le Mans                      | 257        | Dominique Gaigne    | Kim Andersen        |
| 6a     | 7 de juliol  | Châteaubriant-Nantes                  | 58,5 (CRI) | Bert Oosterbosch    | Kim Andersen        |
| 7a     | 8 de juliol  | Nantes-Illa d'Oléron                  | 216        | Ricardo Magrini     | Kim Andersen        |
| 8a     | 9 de juliol  | La Rochelle-Bordeus                   | 222        | Bert Oosterbosch    | Kim Andersen        |
| 9a     | 10 de juliol | Bordeus-Pau                           | 207        | Philippe Chevallier | Sean Kelly          |
| 10a    | 11 de juliol | Pau-Banhèras de Luishon               | 201        | Robert Millar       | Pascal Simon        |
| 11a    | 12 de juliol | Banhèras de Luishon-Fleurance         | 177        | Régis Clère         | Pascal Simon        |
| 12a    | 13 de juliol | Fleurance-Roquefort-sur-Soulzon       | 261        | Kim Andersen        | Pascal Simon        |
| 13a    | 14 de juliol | Roquefort-sur-Soulzon-Aurillac        | 210        | Henk Lubberding     | Pascal Simon        |
| 14a    | 15 de juliol | Aurillac-Issoire                      | 249        | Pierre Le Bigault   | Pascal Simon        |
| 15a    | 16 de juliol | Clarmont d'Alvèrnia-Puy-de-Dôme       | 15,6 (CRI) | Ángel Arroyo        | Pascal Simon        |
| 16a    | 17 de juliol | Issoire-Saint-Étienne                 | 144,5      | Michel Laurent      | Pascal Simon        |
| 17a    | 19 de juliol | La Tour-du-Pin-Aup d'Uès              | 223        | Peter Winnen        | Laurent Fignon      |
| 18a    | 20 de juliol | Bourg-d'Oisans-Morzine                | 247        | Jacques Michaud     | Laurent Fignon      |
| 19a    | 21 de juliol | Morzine-Avoriaz                       | 15 (CRI)   | Lucien van Impe     | Laurent Fignon      |
| 20a    | 22 de juliol | Morzine-Dijon                         | 291        | Philippe Leleu      | Laurent Fignon      |
| 21a    | 23 de juliol | Dijon-Dijon                           | 50 (CRI)   | Laurent Fignon      | Laurent Fignon      |
| 22a    | 24 de juliol | Alfortville-París                     | 195        | Gilbert Glaus       | Laurent Fignon      |